# STS-124
STS-124 was een Spaceshuttle-missie naar het International Space Station (ISS) het ruimteveer Discovery werd ten behoeve van deze missie op 31 mei 2008 gelanceerd. STS is de afkorting voor Space Transportation System. Het bracht delen van de Japanse Experimentmodule, Node 2 en de Japanse Remote Manipulator System, een robot arm, naar het ISS.
Ook probeerde NASA vervangende onderdelen voor de niet juist werkende wc aan boord te krijgen, maar dit was lastig aangezien de Discovery eigenlijk al vol zat.

## Bemanning
- Mark E. Kelly (3) - gezagvoerder
- Kenneth Ham (1) - piloot
- Karen L. Nyberg (1) - missiespecialist
- Ronald J. Garan, Jr. (1) - missiespecialist
- Michael E. Fossum (2) - missiespecialist
- Akihiko Hoshide (1) - missiespecialist -  JAXA

Het nummer tussen haakjes duidt aan hoeveel missies de astronaut gevlogen zal hebben na STS-124.

## Vorige vlucht
Van 20 oktober 2007 tot en met 2 november 2007 werd de Discovery nog gebruikt voor de missie STS-120.

## Missie achtergrond
De missie staat voor de volgende mijlpalen:
- 154ste bemande US ruimtevlucht
- 123ste Space Shuttle vlucht sinds missie STS-1
- 98ste vlucht na de Challenger ramp
- 10de vlucht na de Columbia ramp
- 26ste vlucht naar het International Space Station
- 35ste vlucht van Discovery
- 3de Shuttle missie in 2008

## Ruimtewandelingen (EVA, Extra-Vehicular Activity)
Drie ruimtewandelingen staan gepland.
|       | Ruimtewandelaars | Start (UTC)  | Einde        | Lengte              | Missie |
| ----- | ---------------- | ------------ | ------------ | ------------------- | --- |
| EVA 1 | Garan Fossum     | 3 juni 16:22 | 3 juni 23:10 | 6 uur en 48 minuten | Verplaatsen van de OBSS (arm) van het ISS terug naar de Shuttle vanaf haar tijdelijke locatie. Tevens voorbereiding voor het verplaatsen van de nieuwe JAXA Experimenten Module vanuit het vrachtruim. |
| EVA 2 | Garan Fossum     | 5 juni 15:04 | 5 juni 22:15 | 7 uur en 11 minuten | Installatie van bescherming en externe televisie systemen op de Japanse Experimenten Module. Tevens voorbereiding van het verplaatsen van de ELM-PS.                                                   |
| EVA 3 | Garan Fossum     | 8 juni 13:55 | 8 juni 20:28 | 6 uur en 33 minuten | Vervangen van een defecte stikstoftank en een defect camerasysteem. |